# Сретен Видаковић
Сретен Видаковић је књижевник из Гацка.

## Биографија
Рођен је у Данићима код Гацка. Завршио је средњу школу у Гацку а ради у ЈП Рудник и Термоелектрана Гацко. Учествовао је у многобројним скуповима посвећеним писаној ријечи: Видовданским сусретима, Дучићевим вечерима, Смедеревским јесенима, а стихови су му заступљени у Антологији српског пјесништва, Зборницима - Дучић, Шантић, Лирским круговима, Нова зора, Видослов, Ћоровићеви сусрети. За своју поезију имао је позитивна мишљења и критике од стране Ћосића, Зуковића, Бећковића.